# Miobunus thoracicus
Miobunus thoracicus is een hooiwagen uit de familie Triaenonychidae.